# Legislature degli Stati e Territori d'Australia
Le legislature d'Australia sono le 11 legislature degli stati federati del paese, oltre a quelle di alcuni territori auto-governati australiani.

Legislature degli Stati federati e dei territori australiani in base al partito di maggioranza (sono esclusi tre territori esterni auto-governati — Isola di Natale, Isole Cocos (Keeling) e Isola Norfolk — poiché aventi consigli locali composti da indipendenti e basati sul consensus.

Con l'eccezione del Queensland, del Territorio della Capitale Australiana, del Territorio del Nord e dei Territori esterni autogovernati (Isola di Natale, Isole Cocos (Keeling) e Isola Norfolk) che hanno organi monocamerali, tutte le altre legislature sono bicamerali, con una camera bassa ed una alta. Esse vengono definite in inglese per al maggior parte State Parliaments e sono quasi interamente disciplinate nel loro funzionamento dalle costituzioni dei singoli stati stessi. Tutti i sistemi di governo degli stati federati sono caratterizzati da un sistema tripartito (le due camere e il Premier o Ministro-capo) sotto un sistema parlamentare federale.
Il record del numero di parlamentari attualmente spetta alla Assemblea legislativa del Nuovo Galles del Sud, in quanto camera bassa con ben 93 rappresentanti, e al Consiglio legislativo del Nuovo Galles del Sud, in quanto camera alta con 42 senatori (per un totale di 135 membri, poco meno dell’intera Camera dei rappresentanti federale).

## Lista
| Stato/Territorio                | Nome                                  | Amministratore           | Denominazione    | Camera bassa                                                    | Camera bassa | Camera bassa  | Camera alta                                                                     | Camera alta                                                                     | Camera alta                                                                     |
| Stato/Territorio                | Nome                                  | Amministratore           | Denominazione    | Nome                                                            | Seggi        | Durata (anni) | Nome                                                                            | Seggi                                                                           | Durata (anni)                                                                   |
| ------------------------------- | ------------------------------------- | ------------------------ | ---------------- | --------------------------------------------------------------- | ------------ | ------------- | ------------------------------------------------------------------------------- | ------------------------------------------------------------------------------- | ------------------------------------------------------------------------------- |
| Stati                           | Nuovo Galles del Sud                  | ALP (Chris Minns)        | Parliament       | Assemblea legislativa del Nuovo Galles del Sud                  | 93           | 4             | Consiglio legislativo del Nuovo Galles del Sud                                  | 42                                                                              | 8                                                                               |
| Stati                           | Victoria                              | ALP (Jacinta Allan)      | Parliament       | Assemblea legislativa di Victoria                               | 88           | 4             | Consiglio legislativo di Victoria                                               | 40                                                                              | 4                                                                               |
| Stati                           | Queensland                            | LNP-Q (David Crisafulli) | Parliament       | Assemblea legislativa del Queensland                            | 93           | 4             | Legislatura unicamerale (Consiglio legislativo esistito tra il 1860 ed il 1922) | Legislatura unicamerale (Consiglio legislativo esistito tra il 1860 ed il 1922) | Legislatura unicamerale (Consiglio legislativo esistito tra il 1860 ed il 1922) |
| Stati                           | Australia Occidentale                 | ALP (Roger Cook)         | Parliament       | Assemblea legislativa dell'Australia Occidentale                | 59           | 4             | Consiglio legislativo dell'Australia Occidentale                                | 37                                                                              | 4                                                                               |
| Stati                           | Australia Meridionale                 | ALP (Peter Malinauskas)  | Parliament       | Camera dell'Assemblea dell'Australia Meridionale                | 47           | 4             | Consiglio legislativo dell'Australia Meridionale                                | 22                                                                              | 8                                                                               |
| Stati                           | Tasmania                              | LPA (Jeremy Rockliff)    | Parliament       | Camera dell'Assemblea della Tasmania                            | 35           | 4             | Consiglio legislativo della Tasmania                                            | 15                                                                              | 6                                                                               |
| Territori interni autogovernati | Territorio della Capitale Australiana | ALP (Andrew Barr)        | Assembly         | Assemblea legislativa del Territorio della Capitale Australiana | 25           | 4             | Legislatura unicamerale                                                         | Legislatura unicamerale                                                         | Legislatura unicamerale                                                         |
| Territori interni autogovernati | Territorio del Nord                   | CLP (Lia Finocchiaro)    | Assembly         | Assemblea legislativa del Territorio del Nord                   | 25           | 4             | Legislatura unicamerale                                                         | Legislatura unicamerale                                                         | Legislatura unicamerale                                                         |
| Territori esterni autogovernati | Isola di Natale                       | Farzian Zainal           | Shire Council    | Consiglio di contea dell'Isola di Natale                        | 9            | 4             | Legislatura unicamerale                                                         | Legislatura unicamerale                                                         | Legislatura unicamerale                                                         |
| Territori esterni autogovernati | Isole Cocos (Keeling)                 | Farzian Zainal           | Shire Council    | Consiglio di contea delle Isole Cocos (Keeling)                 | 7            | 4             | Legislatura unicamerale                                                         | Legislatura unicamerale                                                         | Legislatura unicamerale                                                         |
| Territori esterni autogovernati | Isola Norfolk                         | George Plant             | Regional Council | Consiglio regionale dell'Isola Norfolk                          | 5            | 4             | Legislatura unicamerale                                                         | Legislatura unicamerale                                                         | Legislatura unicamerale                                                         |

### Statistiche
| Partito di maggioranza nelle legislature politiche: | Numero: |
| --------------------------------------------------- | ------- |
| Partito Laburista Australiano                       | 4       |
| Coalizione Liberale-Nazionale                       | 3       |
| TOTALE                                              | 7       |

| Composizione dei governi               | Numero: |
| -------------------------------------- | ------- |
| Legislature con governi di maggioranza | 4       |
| Legislature con governi di minoranza   | 3       |
| TOTALE                                 | 7       |

| Primati                           | |
| --------------------------------- | --- |
| Legislatura con più parlamentari  | Legislatura del Nuovo Galles del Sud (93 rappresentanti + 42 senatori)                                                                    |
| Legislatura con meno parlamentari | Consiglio regionale dell’Isola Norfolk (unicamerale; 5 membri) e Legislatura della Tasmania (bicamerale; 35 rappresentanti + 15 senatori) |

     Laburista
     Liberale-Nazionale